# سرزمین اژدها (فیلم)
سرزمین اژدها با نام اصلی سیاه‌چال‌ها و اژدهایان (به انگلیسی: Dungeons & Dragons) فیلمی محصول سال ۲۰۰۰ و به کارگردانی کورتنی سولومون است. در این فیلم بازیگرانی همچون جاستین والین، مارلون وینز، تورا برچ، زوئی مک‌للان، کریستین ویلسون، لی ارنبرگ، بروس پین، جرمی آیرونز، ریچارد اوبراین، توماس بیکر ایفای نقش کرده‌اند.